# 矢野龍渓
- 矢野 竜渓
- 矢野 龍渓
- 矢野 龍溪

矢野 龍渓（やの りゅうけい、1851年1月2日（嘉永3年12月1日） - 1931年（昭和6年）6月18日）は、幕末の佐伯藩士、明治時代の官吏、著作家、ジャーナリスト、政治家。太政官大書記官兼統計院幹事、『郵便報知新聞』社長、宮内省式部官、清国駐箚特命全権公使、大阪毎日新聞社副社長を歴任。
本名は文雄（ふみお）、龍渓は号である。別号に天峯居士。

## 生涯

### 生い立ち
豊後国（現在の大分県佐伯市）に、佐伯藩（毛利家）の藩士・矢野光儀の長男として生まれる。父は浦奉行や町奉行、郡奉行を歴任。
少年時に藩校・四教堂に学び、攘夷論が起こった時には自らすすんで鉄砲所へ入り鉄砲術の免許皆伝を受ける。祖父からは儒教的訓練と政治の素質を受け継ぎ、父からは『ロビンソン漂流記』を読み聞かされるなど西洋の知識を授けられた。広瀬淡窓の高弟・秋月橘門及び帆足万里に学び、藩主から一目置かれる存在となる。
1868年（慶応4年）の鳥羽・伏見の戦いの際は藩主に従って京都に上り、鳥羽・伏見の戦いでは朝廷親兵の分隊長として禁裏御門の警護に当たり、後に帰藩して青年組の領袖として活躍する。明治維新後に光儀が江戸葛飾県大参事に挙げられたため、一家は上京し、田口江村について古学派の漢学を学ぶ。光儀は廃藩置県と共に岡山深津県の知事となっている。

### 慶應義塾入塾・官吏へ
1871年（明治4年）に慶應義塾へ入塾し、英米の憲法史を研究、1873年（明治6年）に卒業し講師となる。同窓に馬場辰猪、和田義郎、森下岩楠、猪飼麻次郎など。またこの年には佐伯藩士・佐久間衛の次女れつと結婚。1874年（明治7年）に「商ニ告ル文」を慶應義塾の機関紙である『民間雑誌』に発表し、『西洋偉人言行録』を出版。1876年（明治9年）に慶應義塾の大阪分校の校長、1877年（明治10年）には徳島分校の校長に選抜され、文学者の森田思軒や後に盟友となる尾崎行雄や犬養毅などと交際し、英米の政治制度を研究した。民権の伸張と立憲体制の樹立という志を立て、『報知新聞』に評論を送り始めたのもこの頃である。ただし、矢野は1882年（明治15年）に京都において、急激な改革を行えば人心を失う恐れがあるので、漸進主義によるべきであると演説している。
1879年（明治12年）に福澤諭吉の推薦で、牛場卓蔵、犬養毅、尾崎行雄と共に官吏として政府に送り込まれ、統計院の太政官から内務権大書記官を経て大蔵省に入省。大蔵書記官、ついで会計検査局員として勤め、従六位に叙せられる。私擬憲法が議論され始めると、交詢社創設にも加わり、常議員となる。また1880年（明治13年）には小幡篤次郎らと私擬憲法を起草し、憲政の樹立を説いた『三勢論』は翌年、大隈重信によって奏上された。1881年（明治14年）には大隈と計って『郵便報知新聞』を買収し、同年1月に『郵便報知新聞社』社長に就任。しかし、井上毅から明治十四年の政変で政界を追われると、在野に下り、東京専門学校設立に携わり創立委員に就任する。

### 小説家・ジャーナリストとして
1882年（明治15年）に、所属していた東洋議政会を率いて立憲改進党に参加。
党の運営などの多忙さによる過労で、一時病床についたが、その閑暇を利用して国民を鼓舞し憲政を立てさせるのに役立つような政治小説を作ろうと画策。古代ギリシアのテーベの興亡を題材として成立した『経国美談』の前篇が1883年（明治16年）に発表されると、大評判となり版を重ね、特に前篇・第11回の『春の花』は自由民権運動家の壮士に愛唱され、また松林伯圓や川上音二郎が講談として演じたと伝えられている。自由民権運動が高潮しつつあった1884年（明治17年）2月に後篇が出版される。資金を元手に、翌年から新聞事業視察のためにヨーロッパに外遊し、香港を経由してフランス、イギリス、イタリア、ドイツ、アメリカなどを1886年（明治19年）にかけて歴訪、クレマンソー、レセップスなどとも会見している。この中で政治、文化から、科学技術、商業にいたる様々な分野に関心を示し、『周遊雑記』などに発表した。
帰国後は『郵便報知新聞』の改革を計り、購読料の引き下げ、記事の充実、文体の平易化、配達の敏速化を進め、弟の小栗貞雄や三木善八を起用。矢野は推されて栗本の次席格としておさまり、社長格には栗本鋤雲がいた。編集長には慶應義塾出身の藤田茂吉が居た。

### 官吏・政治家への復帰
しかし、1888年（明治21年）には新聞経営の第一線から一時身を引き、1889年（明治22年）には政界引退を発表。新聞用達會社（後の帝国通信社）設立し、第一回帝国議会の開会式には議会開設と同時に自ら求めて宮内省に入り、明治天皇の侍従として参列。1890年（明治23年）に宮内省御用掛となり、翌年には皇族令取調委員、1892年（明治25年）に帝室礼式取調委員、その翌年には式部官となる。
日清戦争に際して、1897年（明治30年）に外務大臣であった大隈の要請で清国特命全権公使に就き、2年間北京に滞在し、日清戦争後における清国外債借入問題を処理した。この功により勲三等旭日中綬章。在官中、李鴻章との交游極めて親密であったため、日清戦争が終わった翌年の1896年（明治29年）には日本国で初めて清国留学生を受け入れ、清朝政府が選抜した十三人の官費留学生が試験的に派遣されてきた。2年後の1898年（明治31年）には駐清国全権大使の矢野が清国政府に継続的な留学生の派遣を説き、1900年（明治33年）に「文部省直轄学校外国委託生ニ関スル規程」、1901年（明治34年）に文部省令第十五号「直轄学校外国人特別入学規程」が発布されて、日本留学の道が開かれた。
ただ、過去に矢野は『郵便報知新聞』に日清海軍を比較して海軍拡張の急務を説き、1887年（明治20年）には集成社の『東洋之安危』（藤野房次郎著）の序文で北進論に繋がる東洋戦略を述べてもいる

### 政界引退後
1899年（明治32年）以降は政界から身を退くが、社会主義に関心を持ち、1901年（明治34年）に田川大吉郎、加藤時次郎らと「社会問題研究会」を設立。1902年（明治35年）には「自分は社会主義者である」と宣言。資本主義と社会主義の調和を説く、ユートピア小説とも言える『新社會』を発表する。更に田島錦治、徳富猪一郎、三宅雄二郎、山路愛山らと共に、社会主義に関する多くの講義を行う。
1902年（明治35年）に国木田独歩を推薦して「敬業社」に入社させ、1903年（明治35年）に敬業社から改名した「近事畫報社」の顧問となり、編集主任の国木田に助力。以後「出鱈目の記」など多くの論説を『近事畫報』、『婦人畫報』誌などに掲載した。1904年（明治37年）の日露戦争開戦により誌名を『戰時畫報』に改名。1906年（明治39年）には本山彦一の引きで、『大阪毎日新聞』に入社。相談役、後に監査役、副社長となり、小説『不必要』を『毎日電報』に連載した他、多くの随筆や政論を発表している。
1926年（大正15年）に乗用車が京王線の電車と衝突し重傷を負う。1931年（昭和6年）に豊多摩郡千駄ヶ谷町の自宅で尿閉症のため死去、多磨墓地に葬られた。

## エピソード
- 額に七つの黒子があり、人相で七星並ぶとして少年期には将来を期待されたという。
- 1881年から1884年（明治14年から明治17年）まで慶應義塾理事委員。1889年から1893年（明治22年から明治26年）及び1901年から1905年（明治34年から明治38年）まで慶應義塾評議員を務めた。
- 旧藩主子爵・毛利高範が子弟を教育するために作った鶴谷学館へも積極的に支援を行った。
- 学校法人錦城学園・錦城学園高等学校（旧・三田予備校）創設者兼校長である。
- 森鷗外は「龍渓先生は行ふ人なり。思ふ人にあらず。世或はその一朝思量を事とするを怪むならん。然れどもショペンハウエル曰く。思ふも亦行ふなり。」と矢野を評した[4]。

## 『浮城物語』をめぐる論争と後世への影響
1890年（明治23年）、矢野は『郵便報知新聞』1月16日-3月19日に、新型軍艦「海王丸」「浮城」に乗った日本人一行が、東南アジアで小国の独立運動に協力してオランダ・イギリス軍と戦う」という内容のSF海洋冒険小説『報知異聞』（1890年4月単行本化時に『報知異聞 浮城物語』に改題）を連載する。南進論の勢いが強くなっていた当時の世情を反映した同作は読者からは好評であったが、内田魯庵、石橋忍月は「人間が描けていない」などとしてこれを批判した。これに対し矢野は、稗史小説には「人を悦ばしむる」が重要であり、副産物として「日本の盛衰存亡」「海外の風土、尋常、物産」「理科学の貴むべき」「偉人傑士の風采」を知らしめるなどとして反論。森鷗外は『ロビンソン・クルーソー』やジュール・ヴェルヌの諸作にもならぶ傑作だとして矢野を擁護し、またかねて矢野と文学観を共にしていた徳富蘇峰や森田思軒も擁護にまわった。柳田泉はこの論争を「明治文壇史上、最初の文壇対大衆文学の論争であったといって可い」としている。最終的に論争に嫌気が差した矢野は、予定していた続編（アラビア、南アメリカ、南極などにも舞台が及ぶ大長編になる予定であった）の執筆をやめてしまうことになった。
しかし、この論争自体とは別に、『浮城物語』は当時14歳だった押川春浪に大きく影響を与えており（押川がデビュー前に著した習作には、『浮城物語』の影響が強く見られる)、これが押川のデビュー作『海底軍艦』へとつながった。『海底軍艦』をはじめとした押川の諸作は阿武天風や山中峯太郎など、同じ、もしくは後の時代の冒険小説作家に大きく影響を与えていることから、『浮城物語』はこれら冒険小説のルーツとみなすこともできる。

## 主な著作
- 『西洋偉人言行録（上・下）』1874年 甘泉堂
- 『英米禮記』1878年 丸善
- 『人権新説駁論』1882年 報知社
- 『濟武名士経国美談（前篇・後篇）』1883-84年、報知社
- 『譯書讀法』1883年 報知社
- 『演説文章組立法』1884年 丸善
- 『日本文體文字新論』1886年 報知社
- 『報知叢談志別商人物語』1888年 成文堂
- 『周遊雑記』1888年 報知社
- 『報知異聞浮城物語』1890年 報知社
- 『西遊漫記想起録随筆雑纂』1891年 長島書房
- 『板垣君遭難実記』矢野龍渓著、1891年
- 『金満家』1892年 日吉堂
- 『西洋君主言行記略』未刊、1895年に東宮嘉仁親王に奏上
- 『新社會』1902年 大日本圓書株式会社
- 『社會講演』1902年 秀英社（安部磯雄共著）
- 『通俗新社會』1903年 大日本圓書株式会社
- 『世界に於ける日本の将来』1905年 近事畫報社
- 『出鱈目の記』1905年 近事畫報社
- 『閑話集』1906年 獨歩社
- 『不必要』1907年 春陽堂
- 『龍渓随筆』1911年 東亜書房
- 『安田善次郎伝』1924年 安田保善社／中公文庫で再刊、1979年
- 『龍渓閑話』1924年 大阪毎日新聞社
- 『ハンニバル』1939年 博正社

作品集
- 『明治文學全集15 矢野龍渓集』1970年 筑摩書房。越智治雄編

## 栄典
位階
- 1897年（明治30年）5月31日 - 従四位[8]
- 1905年（明治38年）1月20日 - 正四位[9]

勲章等
- 1898年（明治31年）6月15日 - 勲三等旭日中綬章[10]

外国勲章佩用允許
- 1899年（明治32年） - 大清帝国：頭等第三宝星